# Kai Greene
Kai L. Greene (New York 12 juli 1975) is een Amerikaanse IFBB professionele bodybuilder. Zijn laatste grote overwinning was de Arnold Classic in 2016. In de jaren 2012, 2013 en 2014 werd hij tweede op Mr. Olympia, elke keer achter Phil Heath.

## Levensloop
Greene is geboren en opgegroeid in Brooklyn, New York. Vanaf zijn zesde jaar groeide hij op bij verschillende pleeggezinnen. Zijn leraar Engels was onder de indruk van zijn lichaam toen hij in de eerste zat. Dat bracht hem op het idee om mee te gaan doen aan bodybuildingwedstrijden voor tieners. Daardoor werd hij fanatiek in het bodybuilden. Hij ging meedoen aan het National Physique Committee (NPC) en stelde zich ten doel om bij de IFBB te komen.
In 2017 speelde Greene de rol van Funshine in twee afleveringen van het tweede seizoen van de Netflixserie Stranger Things.

## Wedstrijden
- 1994 NGA American Nationals
- 1996 WNBF Pro Natural Worlds – 1 (Gewonnen)
- 1997 NPC Team Universe Championships - 2e
- 1998 NPC Team Universe Championships - 3e
- 1999 World Amateur Championships - 6e
- 1999 NPC Team Universe Championships - 1 (Gewonnen)
- 2005 New York Pro – 14de
- 2006 Iron Man Pro
- 2006 Shawn Ray Colorado Pro/Am Classic – 14de
- 2007 New York Pro – 6de
- 2007 Keystone Pro Classic - 3e
- 2007 Shawn Ray Colorado Pro/Am Classic – 1 (Gewonnen)
- 2008 New York Pro – 1 (Gewonnen)
- 2008 Arnold Classic – 3e
- 2009 Australian Pro Grand Prix – 1 (Gewonnen)
- 2009 Arnold Classic – 1 (Gewonnen)
- 2009 Mr. Olympia – 4de
- 2010 Arnold Classic – 1 (Gewonnen)
- 2010 Australian Pro Grand Prix – 1 (Gewonnen)
- 2010 Mr. Olympia – 7de
- 2011 New York Pro – 1 (Gewonnen)
- 2011 Mr. Olympia – 3e
- 2011 Sheru Classic – 3e
- 2012 Mr. Olympia – 2e
- 2012 Sheru Classic – 2e
- 2013 Mr. Olympia – 2e
- 2013 Arnold Classic Europe – 2e
- 2013 EVL's Prague Pro – 1 (Gewonnen)
- 2014 Mr. Olympia – 2e
- 2016 Arnold Classic Ohio - 1 (Gewonnen)
- 2016 Arnold Classic Austria - 1 (Gewonnen)
- 2016 Arnold Classic Brazil - 1 (Gewonnen)